# Споменик природе Део клисуре реке Клина
Споменик природе „Део клисуре реке Клина“ се налази на територији општине Клина,источно од града Клине поред пруге Косово поље - Пећ и простире се на подручју три катастарске општине Велики Ђурђевик, Клинавац и Дрсник, на Косову и Метохији. За заштићено подручје је проглашена 1985. године, на површини од 205 ha.
Простор је обогаћен споменицима природе: стеновите литице различитог облика, извори минералне воде, река, пећина са каналима и косовским божуром.

## Решење - акт о оснивању
Одлука о стављању под заштиту споменика природе - дела клисуре реке Клине број 01-325-10 - СО Клина. Службени лист САПК бр. 17/85